# Сан-Андреас (аэропорт)
Аэропорт округа Калаверас, также известный, как аэропорт имени Маури Расмуссена, (англ. Calaveras County Airport), (ИКАО: KCPU, FAA LID: CPU) — государственный гражданский аэропорт, расположенный в шести километрах к юго-востоку от центральной части города Сан-Андреас (округ Калаверас, Калифорния), США.
Аэропорт находится в собственности округа Калаверас.

## Операционная деятельность
Аэропорт округа Калаверас занимает площадь в 38 гектар, расположен на высоте 404 метра над уровнем моря, эксплуатирует одну взлётно-посадочную полосу и две вертолётные площадки:
- 13/31 размерами 1098 х 18 метров с асфальтовым покрытием;
- H1 размерами 20 х 20 метров с асфальтовым покрытием;
- H2 размерами 20 х 20 метров с асфальтовым покрытием.

За период с 21 сентября 2005 года по 21 сентября 2006 года аэропорт округа Калаверас обработал 25 000 операций взлётов и посадок воздушных судов (в среднем 68 операций ежедневно), все рейсы в данном периоде пришлись на авиацию общего назначения. В указанный период в аэропорту базировалось 79 воздушных судов, из них 98 % — однодвигательные самолёты, 1 % — многодвигательные и 1 % — сверхлёгкие.